# Анонін
Анонін (пол. Anonin) — село в Польщі, у гміні Станін Луківського повіту Люблінського воєводства.
Населення — 468 осіб (2011).
У 1975-1998 роках село належало до Седлецького воєводства.

## Демографія
Демографічна структура станом на 31 березня 2011 року:
|          | Загалом | Допрацездатний вік | Працездатний вік | Постпрацездатний вік |
| -------- | ------- | ------------------ | ---------------- | -------------------- |
| Чоловіки | 225     | 51                 | 153              | 21                   |
| Жінки    | 243     | 57                 | 133              | 53                   |
| Разом    | 468     | 108                | 286              | 74                   |